# 禚姓
禚是中国一个罕见的姓氏。

## 字源
段玉裁《说文解字注》认为“禚”是由音形俱近的“䅵”字讹变而来。

## 郡望
禚原為春秋时期齊地名，在今山东省济南，禚姓先祖源於此地；现分布于江苏、山东等地。

## 延伸阅读
[在维基数据编辑]